# Antigua Pescadería Municipal
El Edificio Administrativo Antigua Pescadería Municipal es un edificio propiedad del Ayuntamiento de la ciudad asturiana de Gijón, España.

## Ubicación
Se encuentra al inicio de la calle Cabrales, enfrente de la playa de San Lorenzo y al sur de la Casa consistorial, en el entorno de la Plaza Mayor, en el barrio de Cimadevilla.

## Historia

### Mercado de San Lorenzo
Gijón contaba a principios del siglo XX con 3 mercados: Dos de origen privado y destinados a productos agrícolas; Mercado Jovellanos y Mercado del Sur, y otro municipal construido sobre 1850 destinado a la venta de pescado y marisco; Mercado de San Lorenzo. Este mercado, enclavado en el mismo solar que el actual edificio presentaba unas deficiencias técnicas muy grandes.

### Origen y diseño
En 1915 el arquitecto municipal Miguel García de la Cruz diseña un edificio destinado a la compra y venta de pescado, que resulta descartado por su alto coste y dificultad de obtener los terrenos a expropiar. En 1922 vuelve a diseñar otro edificio valorado en 509 985 pesetas y es finalmente aceptado en 1927. En 1928 comienzan las obras del mismo tras la demolición del Mercado de San Lorenzo y de su entorno inmediato, saneando las manzanas circundantes. El edificio se inaugura el 13 de marzo de 1930.
El edificio incluía: 2 plantas conectadas mediante 8 montacargas, 126 puestos de venta de pescado y 16 de venta de marisco, en los sótanos. También incluía lavaderos, cámaras frigoríficas y almacenes. El ingeniero José María Sánchez del Vallado diseñaría una pionera estructura de hormigón armado.
En el edificio se desarrollaba una importante actividad mercantil, el pescado llegaba del actual Puerto Deportivo y era despachado por las pescaderas, naturales del barrio de Cimadevilla.

### Cierre y remodelación
La Pescadería Municipal actuó como tal durante 61 años, hasta que a principios de 1991 el mercado es clausurado y el edificio es abandonado. Tras descartar varios usos el Ayuntamiento opta por la conversión del edificio en oficinas municipales. Haciéndose las obras en 1996 bajo proyecto del arquitecto Javier Calzadilla. Se demuele la totalidad del espacio interior y se construye un nuevo edificio respetando la fachada y los volúmenes originales.

## Descripción
La fachada está enmarcada en el estilo clasicista, por lo que destaca el frontón de la fachada principal con la inscripción «AÑO 1928 / PESCADERIA / MUNICIPAL» y los cinco arcos de medio punto sostenidos por columnas con capiteles jónicos que actúan de entrada al edificio. Toda la fachada está cubierta por grandes ventanales en forma de arco. Tiene una planta rectangular aunque las esquinas están elegantemente redondeadas, la esquina oeste incluye otro acceso. El edificio de la Plaza Mayor está unido a la Pescadería.

## Usos
Alberga varias oficinas del Ayuntamiento de Gijón, destacando la Oficina de Atención a la Ciudadanía y la Tesorería.